# Gema Zamprogna
Gema Zamprogna (Hamilton, 24 maggio 1976) è un'attrice canadese.
È conosciuta soprattutto per il ruolo di Felicity King nella serie televisiva La strada per Avonlea e Mackie "Mac" Daniels in The Challengers. È la sorella maggiore degli attori Dominic Zamprogna ed Amanda Zamprogna.

## Filmografia
- Il mio amico Ultraman (My Secret Identity) - serie TV, episodio 1x09 (1988)
- The Challengers - film TV (1989)
- Venerdì 13 (Friday the 13th) - serie TV episodio 2x37 (1989)
- In Defense of a Married Man - film TV (1990)
- La strada per Avonlea (Road to Avonlea) - serie TV, 79 episodi (1990-1996)
- The Soulmates: The Gift of Light - film TV (1991)
- By Way of the Stars - mini serie TV (1992)
- Forever Knight - serie TV (1992)
- Happy Christmas, Miss King - film TV (1998)
- I pirati di Silicon Valley (Pirates of Silicon Valley), regia di Martyn Burke (1999)
- Dear America: So Far from Home - film TV (1999)
- Johnny (1999)
- Twice in a Lifetime - serie TV episodio 1x16 (2000)
- Jewel - film TV (2001)
- Avenging Angelo, regia di Martyn Burke (2002)
- Agente speciale Sue Thomas (Sue Thomas: F.B.Eye) - serie TV, episodio 1x17 (2003)
- ReGenesis - serie TV, 1x07 (2004)
- I misteri di Murdoch (Murdoch Mysteries) - serie TV, episodio 1x05 (2009)